# Beaver Dam (Wisconsin)
Beaver Dam – miasto w Stanach Zjednoczonych, stan Wisconsin, hrabstwo Dodge. Liczba ludności w roku 2017 wynosiła 16 369 osób. Powierzchnia całkowita wynosi 95,9 km², z których 88,7 km² to ląd oraz 7,1 km² (7,46%) to wody.